# Probithia frenata
Probithia frenata là một loài bướm đêm trong họ Geometridae.